# Chlamys
Chlamys var hos oldtidens grækere en let kappe. Den stammer oprindelig fra Thessalien eller Makedonien og anvendtes af efeberne, de ganske unge mænd under deres ryttertjeneste, ligesom Hermes sædvanligvisbærer den; tillige af soldater og jægere.
Det var en kort kappe, et tøjstykke af oval form, som blev lagt løst over skuldrene. Over brystet eller den ene skulder blev den samlet med et bøjlespænde, fibula. Små vægte i spidserne gjorde det lettere at holde den på plads.
Den ligner nærmest den mandskappe, som i ældre tid blev betegnet som chlaina, og ligner mindre den borgerlige himation. Chlaina var af og til en større kappe, som omsluttede størstedelen af legemet, oftere et slags sjal, der kastes let over skuldrene, i reglen forsynet med en bred bort.
Fra grækerne overtog romerne chlamysen som soldaterdragt.

## Galleri
- Chlamys
- Bronzestatue af efeb, yngling med chlamys
- Rytter med chlamys over chiton (underkjortel), høje sandalstøvler, to spyd og petasos (solhat) hængende på ryggen.
 Attisk lekyth (olieflaske) med hvid bund, ca. 440-430 f.Kr.
- Guden Merkur med chlamys, skålformet petasos, merkurstav (caduceus) og pung. Romersk marmorkopi af græsk Hermesstatue.